# Escuela de Virginia de economía política
La Escuela de Virginia de economía política es una escuela de pensamiento económico originado en la Universidad de Virginia en los años 1950 y 1960, sobre todo centrada en la teoría de la elección pública, la economía constitucional y el análisis económico del Derecho.

## Desarrollo
Surgió en el Thomas Jefferson Center, de la Universidad de Virginia, de la mano de James M. Buchanan y G. Warren Nutter en 1957. Fue allí donde Ronald Coase formuló su famoso teorema sobre el coste social, en 1960, y donde Buchanan y Gordon Tullock escribieron The Calculus of Consent: Logical Foundations of Constitutional Democracy en 1962.
En 1969, Buchanan, Tullock y Charles J. Goetz crearon el Center for the Study of Public Choice en Virginia Tech, que se trasladó a la Universidad George Mason en 1983. Otros investigadores asociados con esta escuela son Dennis C. Mueller, Robert D. Tollison, Andrew B. Whinston y Leland B. Yeager.

## Enfoque económico
La Escuela de Virginia se centra en comparar las instituciones públicas y privadas como alternativas imperfectas. Estas ideas suelen ser vistas favorablemente por algunos economistas de las escuelas austríaca y de Chicago. Los economistas de la Escuela de Virginia suelen considerarse «compañeros de viaje» de los economistas austríacos, puesto que ambas escuelas están generalmente a favor del mercado libre.